# Henry Kirsch
Pour les articles homonymes, voir Kirsch (homonymie).
Henry Kirsch, né Henry Garry le 15 novembre 1912 à Limoges et mort le 11 janvier 1997 à Guéret, est un militaire et résistant français, Compagnon de la Libération. Vétéran des troupes de marine, il est en poste en Afrique au début de la seconde guerre mondiale. Choisissant de se rallier à la France libre, il participe aux combats en Afrique avant de participer à la libération de la France. Il poursuit ensuite sa carrière militaire jusqu'en 1964.

## Biographie

### Jeunesse et engagement
Henry Garry naît le 15 novembre 1912 à Limoges,. Il est le fils naturel d'une journalière, Amélie Garry. Celle-ci se marie à Guéret le 18 mai 1916 avec Louis Kirsch qui, la veille, à reconnu Henry qui portera désormais son nom. Après ses études secondaires, Henry Kirsh décide de s'engager dans l'armée et intègre les troupes coloniales en juin 1931.

### Seconde Guerre mondiale
Stationné au Tchad au début de la seconde guerre mondiale, Henry Kirsch refuse l'armistice du 22 juin 1940 et participe au ralliement du Tchad à la France libre le 26 août. Pour cela, le régime de Vichy le condamnera par contumace à cinq ans de travaux forcés. Engagé dans les forces françaises libres, il est affecté au régiment de tirailleurs sénégalais du Tchad avec lequel il participe à la bataille de Koufra en février et mars 1941. Il participe ensuite à la guerre du désert en Libye et est promu aspirant le 1er avril 1942. Après de nouveaux combats en Libye dans les régions du Fezzan et de Tripolitaine, il est engagé dans la campagne de Tunisie.
En novembre 1943, il est muté au régiment de marche du Tchad, subordonné à la 2e division blindée (2e DB) du général Leclerc. Débarqué sur Utah Beach avec la 2e DB en août 1944, il se distingue lors de la bataille de Normandie, notamment lors de la libération d'Alençon au cours de laquelle il capture un convoi allemand. Plus tard, lors de la libération de Paris, il s'illustre le 27 août pendant la capture de l'aérodrome du Bourget mais est grièvement blessé à l'épaule. Après une année passée à l'hôpital, il est promu lieutenant.

### Après-Guerre
Poursuivant sa carrière militaire après la guerre, il est affecté en Afrique et en Asie avant de prendre sa retraite en 1964 avec le grade de lieutenant-colonel. Henry Kirsch meurt le 11 janvier 1997 à Guéret où il est inhumé.

## Décorations
|  |  |  |
|  |  |  |
|  |  |  |
|  |  |  |

| Commandeur de la Légion d'honneur                                    | Commandeur de la Légion d'honneur               | Commandeur de la Légion d'honneur               | Compagnon de la Libération Par décret du 23 mai 1942 | Compagnon de la Libération Par décret du 23 mai 1942 | Compagnon de la Libération Par décret du 23 mai 1942 | Commandeur de l'Ordre national du Mérite | Commandeur de l'Ordre national du Mérite | Commandeur de l'Ordre national du Mérite |
| Croix de guerre 1939-1945 Avec deux palmes                           | Croix de guerre 1939-1945 Avec deux palmes      | Croix de guerre 1939-1945 Avec deux palmes      | Croix de la Valeur militaire Avec une palme          | Croix de la Valeur militaire Avec une palme          | Croix de la Valeur militaire Avec une palme          | Croix du combattant volontaire           | Croix du combattant volontaire           | Croix du combattant volontaire           |
| Croix du combattant volontaire de la Résistance                      | Croix du combattant volontaire de la Résistance | Croix du combattant volontaire de la Résistance | Croix du combattant                                  | Croix du combattant                                  | Croix du combattant                                  | Médaille coloniale                       | Médaille coloniale                       | Médaille coloniale                       |
| Médaille commémorative des services volontaires dans la France libre |                                                 |                                                 |                                                      |                                                      |                                                      |                                          |                                          |                                          |